# ロストフ・ナ・ドヌ
ロストフ・ナ・ドヌ（ロシア語: Росто́в-на-Дону́, ラテン文字転写: Rostov-na-Donu）は、ロシアのロストフ州の州都。ドン川の下流河畔の丘上に開かれた町で、アゾフ海の付け根・タガンログ湾郊外に位置する要衝である。人口は約114万人（2021年）。
町の本来の名前である「ロストフ」に付加された「ナ・ドヌ」とは、ロシア語で「ドン川にある」という意味で、ヤロスラヴリ州にある同名のロストフの町（ロストフ・ヤロスラフスキー、大ロストフとも）と区別するためである。ヤロスラヴリのロストフは歴史の長い古都だが、ドン川のロストフのほうが大きな町であり世界的にも有名で、単にロストフと呼ぶ場合はロストフ・ナ・ドヌを指す場合が多い。

## 地理

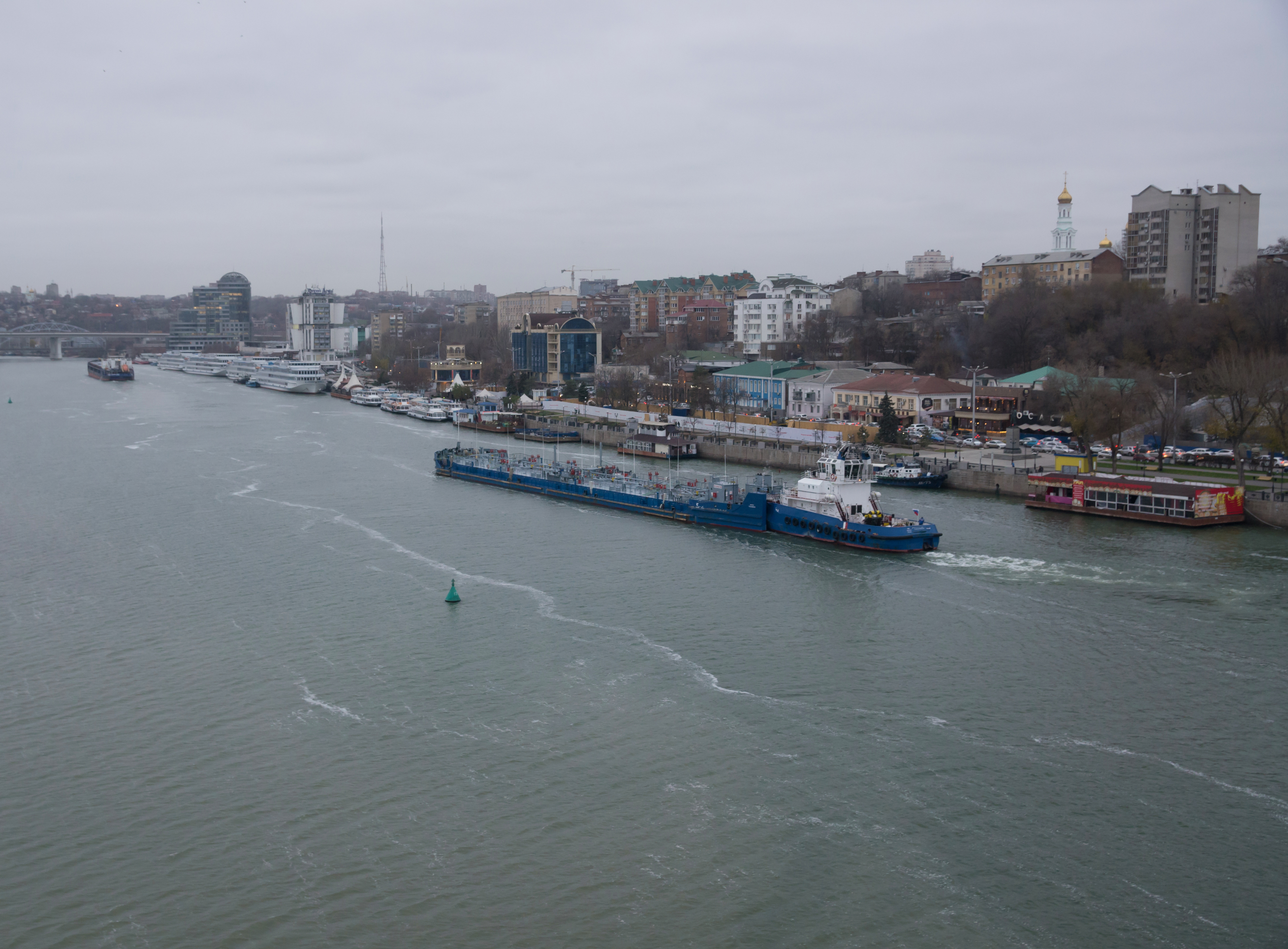
ドン川の河岸

ロストフ・ナ・ドヌ市中心部は首都モスクワから南東へ鉄道で1,076キロメートルの距離に位置している。東ヨーロッパ平原の南東部にあり、東西に流れるドン川の右岸（北岸）に市街地が広がっている。ドン川の河口からは東へ46キロメートル遡った地点になる。市の南西の郊外はドン川の三角州になっており、ドン川の対岸（南岸）にはバタイスク市街が、その西にはアゾフの町がある。

### 気候
ロストフ・ナ・ドヌの気候は大陸性気候だが穏やかな部類に入る。冬は比較的穏やかで、1月の平均気温は-4.4度である。夏は暑さが続き、日差しも強い。7月の平均気温は25.9度に達する。年平均気温は9.6度、これまでの最低気温は-31.9度で、最高気温は39.8度。年平均降水量は600ミリメートル。
| ロストフ・ナ・ドヌの気候     | ロストフ・ナ・ドヌの気候 | ロストフ・ナ・ドヌの気候 | ロストフ・ナ・ドヌの気候 | ロストフ・ナ・ドヌの気候 | ロストフ・ナ・ドヌの気候 | ロストフ・ナ・ドヌの気候 | ロストフ・ナ・ドヌの気候 | ロストフ・ナ・ドヌの気候 | ロストフ・ナ・ドヌの気候 | ロストフ・ナ・ドヌの気候 | ロストフ・ナ・ドヌの気候 | ロストフ・ナ・ドヌの気候 | ロストフ・ナ・ドヌの気候 |
| 月                           | 1月                      | 2月                      | 3月                      | 4月                      | 5月                      | 6月                      | 7月                      | 8月                      | 9月                      | 10月                     | 11月                     | 12月                     | 年                       |
| ---------------------------- | ------------------------ | ------------------------ | ------------------------ | ------------------------ | ------------------------ | ------------------------ | ------------------------ | ------------------------ | ------------------------ | ------------------------ | ------------------------ | ------------------------ | ------------------------ |
| 最高気温記録 °C （°F）       | 15.0 (59)                | 19.8 (67.6)              | 26.0 (78.8)              | 33.6 (92.5)              | 35.6 (96.1)              | 38.4 (101.1)             | 39.6 (103.3)             | 40.1 (104.2)             | 38.1 (100.6)             | 31.0 (87.8)              | 23.1 (73.6)              | 18.5 (65.3)              | 40.1 (104.2)             |
| 平均最高気温 °C （°F）       | −0.1 (31.8)              | 0.7 (33.3)               | 6.8 (44.2)               | 16.2 (61.2)              | 22.6 (72.7)              | 26.8 (80.2)              | 29.4 (84.9)              | 29.0 (84.2)              | 22.8 (73)                | 14.9 (58.8)              | 6.4 (43.5)               | 1.3 (34.3)               | 14.7 (58.5)              |
| 日平均気温 °C （°F）         | −3.0 (26.6)              | −2.8 (27)                | 2.4 (36.3)               | 10.5 (50.9)              | 16.6 (61.9)              | 20.9 (69.6)              | 23.4 (74.1)              | 22.7 (72.9)              | 16.7 (62.1)              | 9.9 (49.8)               | 3.0 (37.4)               | −1.6 (29.1)              | 9.9 (49.8)               |
| 平均最低気温 °C （°F）       | −5.4 (22.3)              | −5.7 (21.7)              | −1.1 (30)                | 6.0 (42.8)               | 11.5 (52.7)              | 15.8 (60.4)              | 18.0 (64.4)              | 17.1 (62.8)              | 11.8 (53.2)              | 6.1 (43)                 | 0.4 (32.7)               | −3.9 (25)                | 5.9 (42.6)               |
| 最低気温記録 °C （°F）       | −31.9 (−25.4)            | −30.9 (−23.6)            | −28.1 (−18.6)            | −10.4 (13.3)             | −4.3 (24.3)              | −0.1 (31.8)              | 7.6 (45.7)               | 2.6 (36.7)               | −4.6 (23.7)              | −10.4 (13.3)             | −25.1 (−13.2)            | −28.5 (−19.3)            | −31.9 (−25.4)            |
| 降水量 mm （inch）           | 57 (2.24)                | 51 (2.01)                | 52 (2.05)                | 44 (1.73)                | 52 (2.05)                | 65 (2.56)                | 50 (1.97)                | 44 (1.73)                | 43 (1.69)                | 39 (1.54)                | 50 (1.97)                | 67 (2.64)                | 615 (24.21)              |
| 平均降雨日数                 | 11                       | 10                       | 12                       | 13                       | 14                       | 13                       | 11                       | 9                        | 10                       | 11                       | 15                       | 13                       | 142                      |
| 平均降雪日数                 | 16                       | 15                       | 9                        | 1                        | 0.1                      | 0                        | 0                        | 0                        | 0                        | 1                        | 6                        | 14                       | 62                       |
| % 湿度                       | 84                       | 81                       | 76                       | 66                       | 63                       | 64                       | 61                       | 59                       | 67                       | 75                       | 84                       | 86                       | 72                       |
| 平均月間日照時間             | 64                       | 82                       | 128                      | 189                      | 265                      | 286                      | 314                      | 293                      | 240                      | 159                      | 64                       | 38                       | 2,122                    |
| 出典1：Pogoda.ru.net         |                          |                          |                          |                          |                          |                          |                          |                          |                          |                          |                          |                          |                          |
| 出典2：NOAA (sun, 1961–1990) |                          |                          |                          |                          |                          |                          |                          |                          |                          |                          |                          |                          |                          |

## 歴史
ドン川河口一帯は古代より商業や文化の面で非常に重要な場所で、ギリシアの植民都市タナイスがあった。1067年にキプチャクが、ロストフ・ナ・ドヌの西にある河口の町アゾフを支配した。中世にはジェノヴァ共和国の植民都市ターナ（アゾフ）が、近世にはオスマン帝国がアゾフに要塞アザクを建てた。17世紀末から18世紀初頭にかけてピョートル1世はアゾフを攻め、東の地ロストフ・ナ・ドヌの重要性を認識した。

### ロストフ要塞の建設

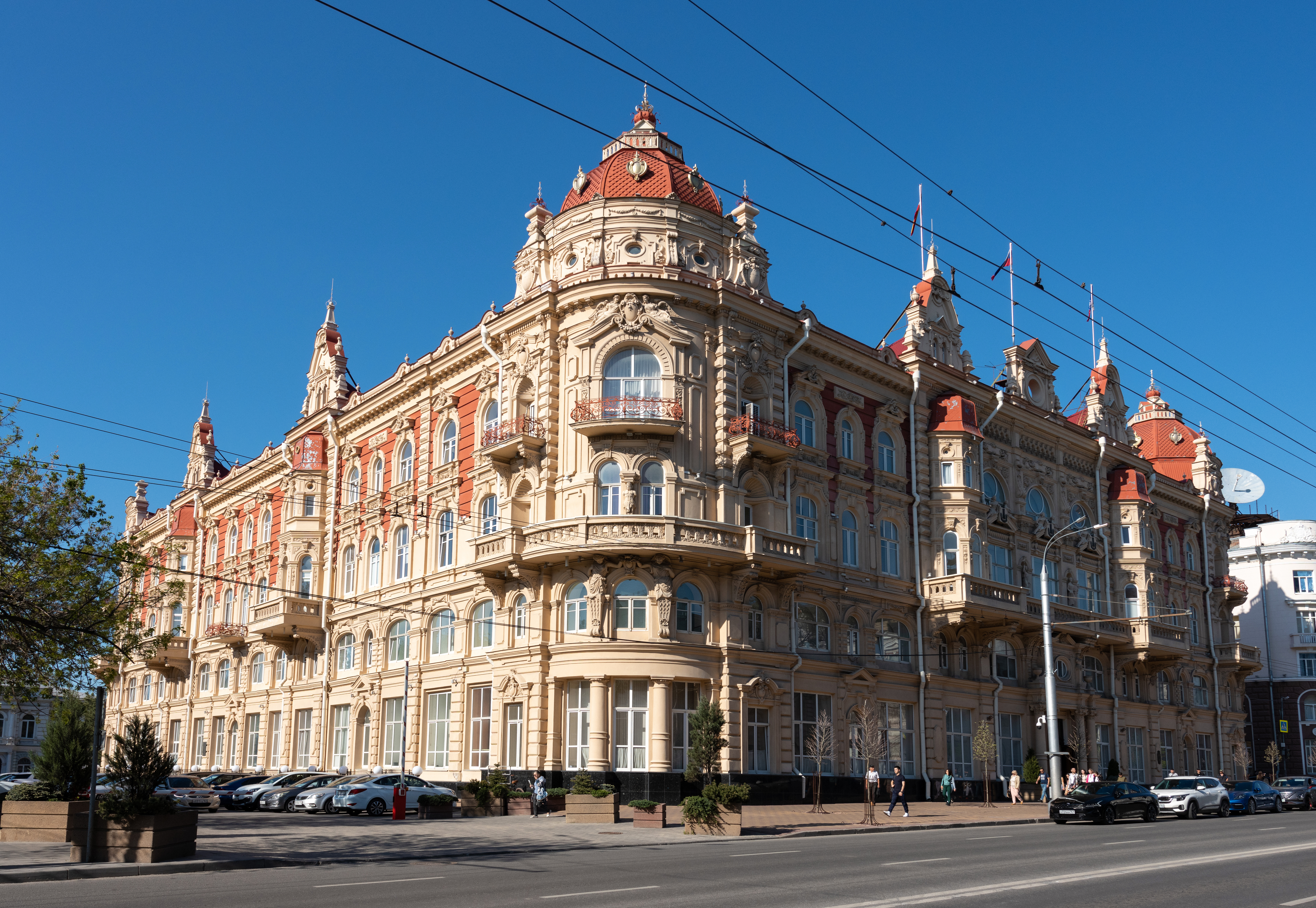
ロストフ・ナ・ドヌ市の議会（ドゥーマ）議事堂

ロストフ・ナ・ドヌの街の始まりは1749年12月15日とされている。ピョートル1世の娘で当時のロシア皇帝だったエリザヴェータの命令で、ドン川の支流テメルニク川のほとりの「ボガトゴ・コロデゼヤ」（Богатого колодезя、豊かな井戸）にオスマン帝国との交易を管理する税関が建てられた時のことである。1756年、ロシア・コンスタンチノープル商業貿易会社がこの地に設立され、ドン川沿いの台地の上に集落を築きクペチェスカヤ・スロボダ（商人の町）と名付けた。1760年から翌年にかけてオスマン軍の侵攻に備えて税関からほど近い場所に要塞が建てられ、1761年に皇帝エカチェリーナ2世により要塞に対して、1700年代に北方の古都ロストフの大主教を務め、当時列聖されたばかりのロストフのディミトリーにちなんでロストフの名が与えられた。砦の近くにできた集落は次第にこの地方の商業の中心になり、古来からの中心都市アゾフをしのぐようになった。1779年には砦の東方にクリミア半島から渡ってきたアルメニア人が別の集落を築き、ノル・ナヒチェヴァン（Nor-Nakhichevan）と名付けた。これは現在のロストフ・ナ・ドヌ市のプロレタルスキー地区にあたり、現在も多くのクリミア・アルメニア人の子孫が住んでいる。
1796年に集落は市の地位を与えられ、古都ロストフと区別するためにロストフ・ナ・ドヌと改名された。1797年にはロストフ・ナ・ドヌとノル・ナヒチェヴァンはともにノヴォロシースク県に属した。砦は18世紀後半には露土戦争の際のロシア軍の基地となったが、やがて重要性を失い19世紀前半にはアナパへ移された。

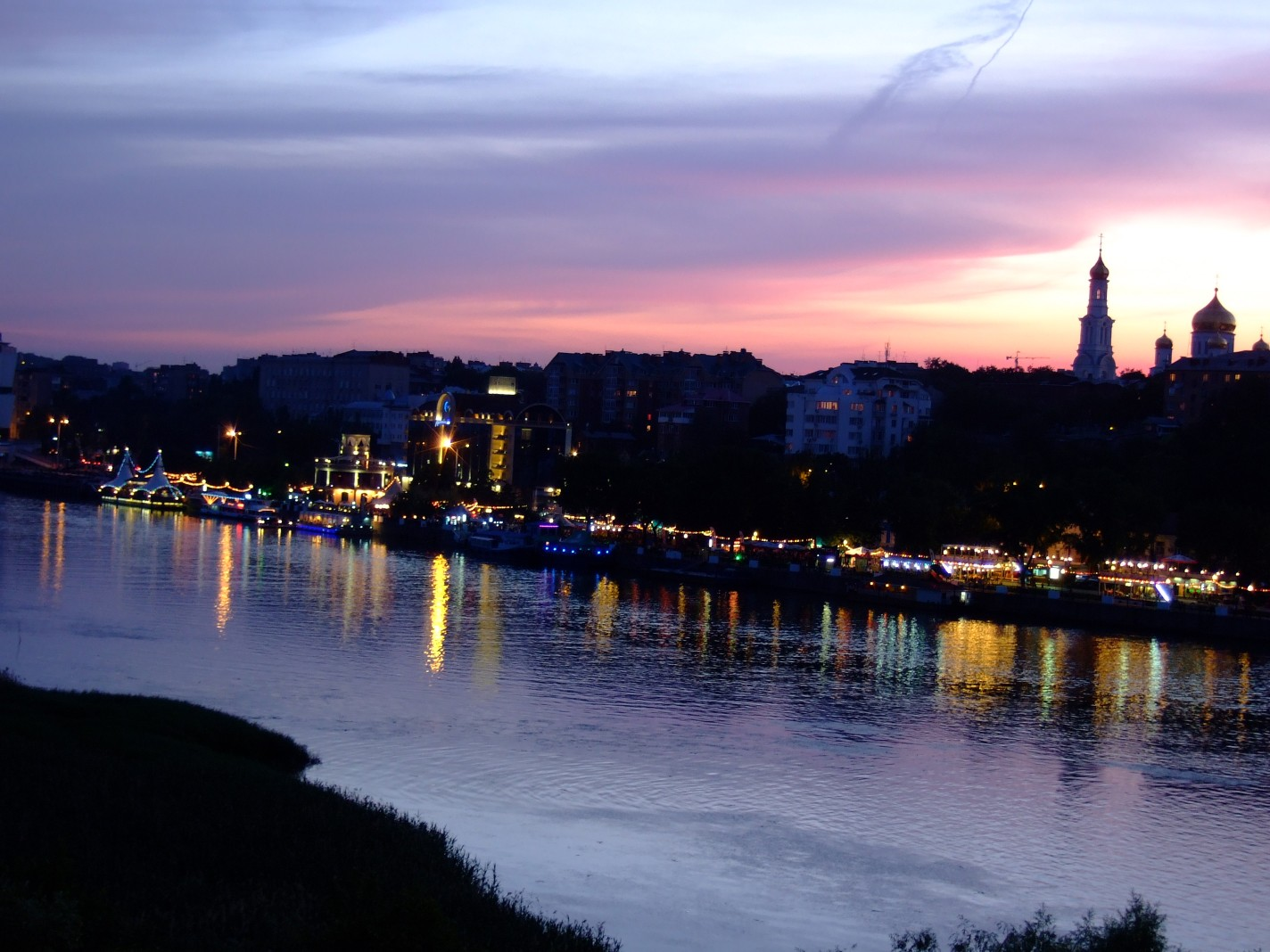
ドン川沿いの夕暮れ

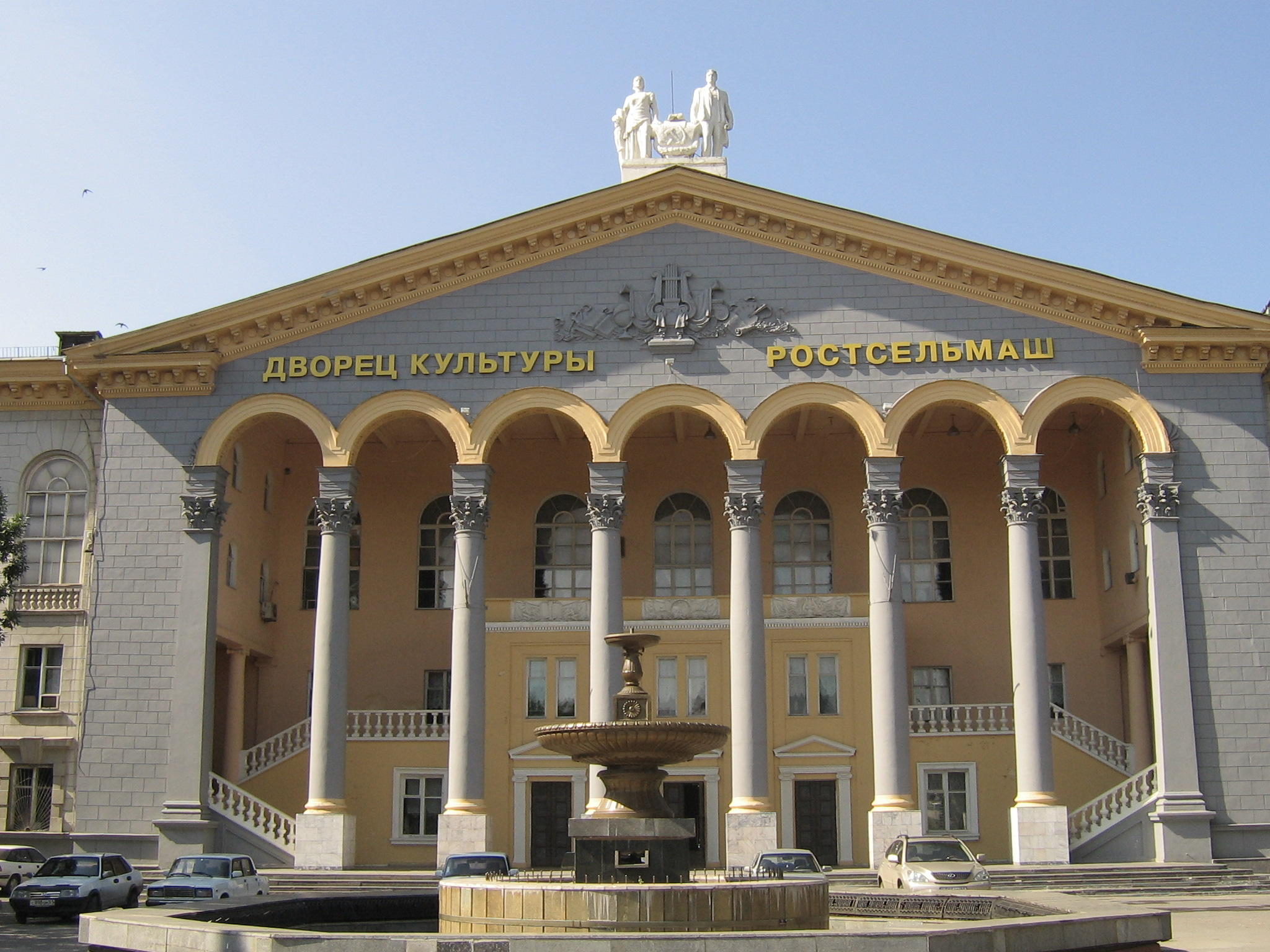
文化宮殿

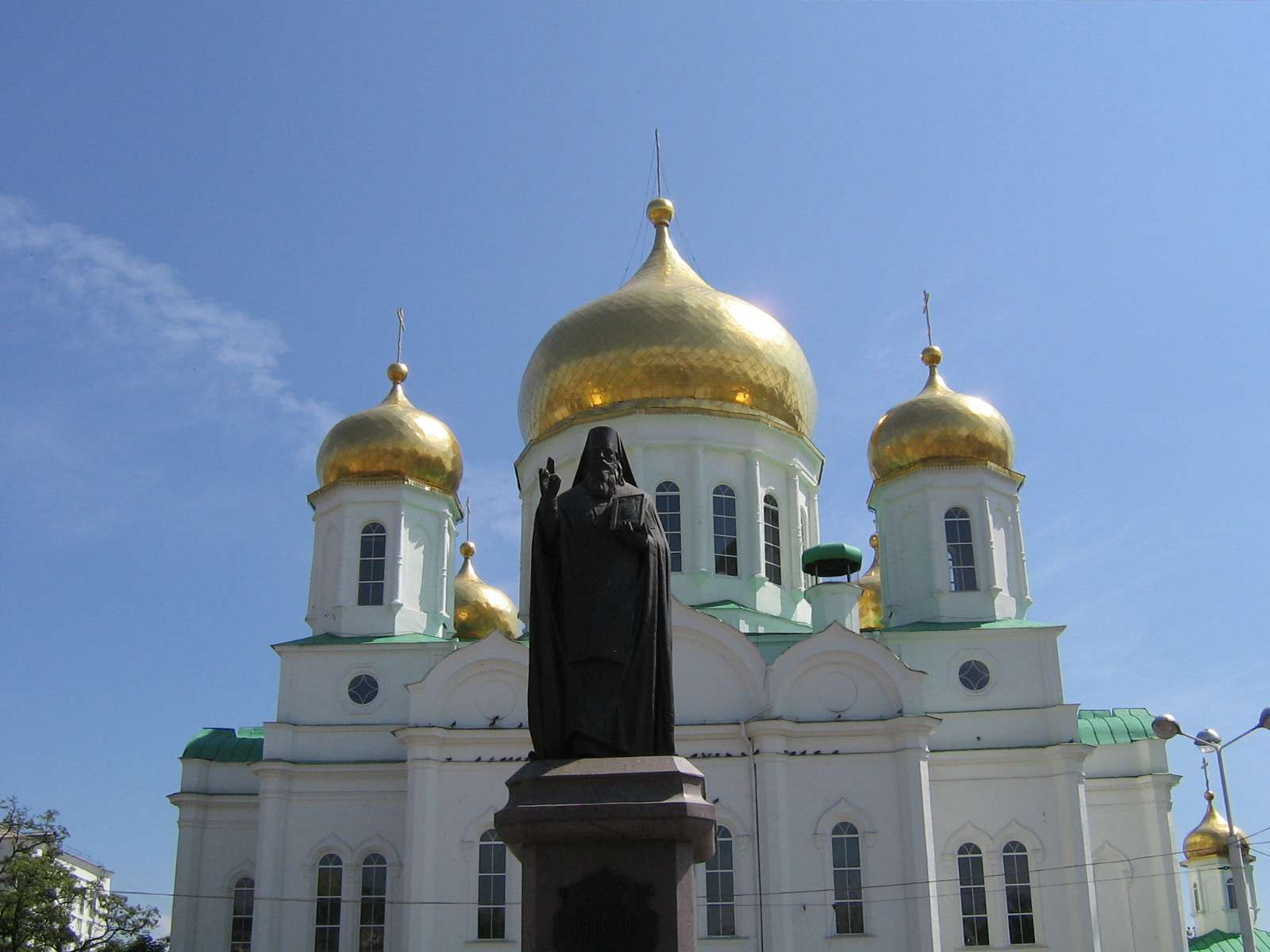
生神女福音大聖堂とロストフのディミトリー像

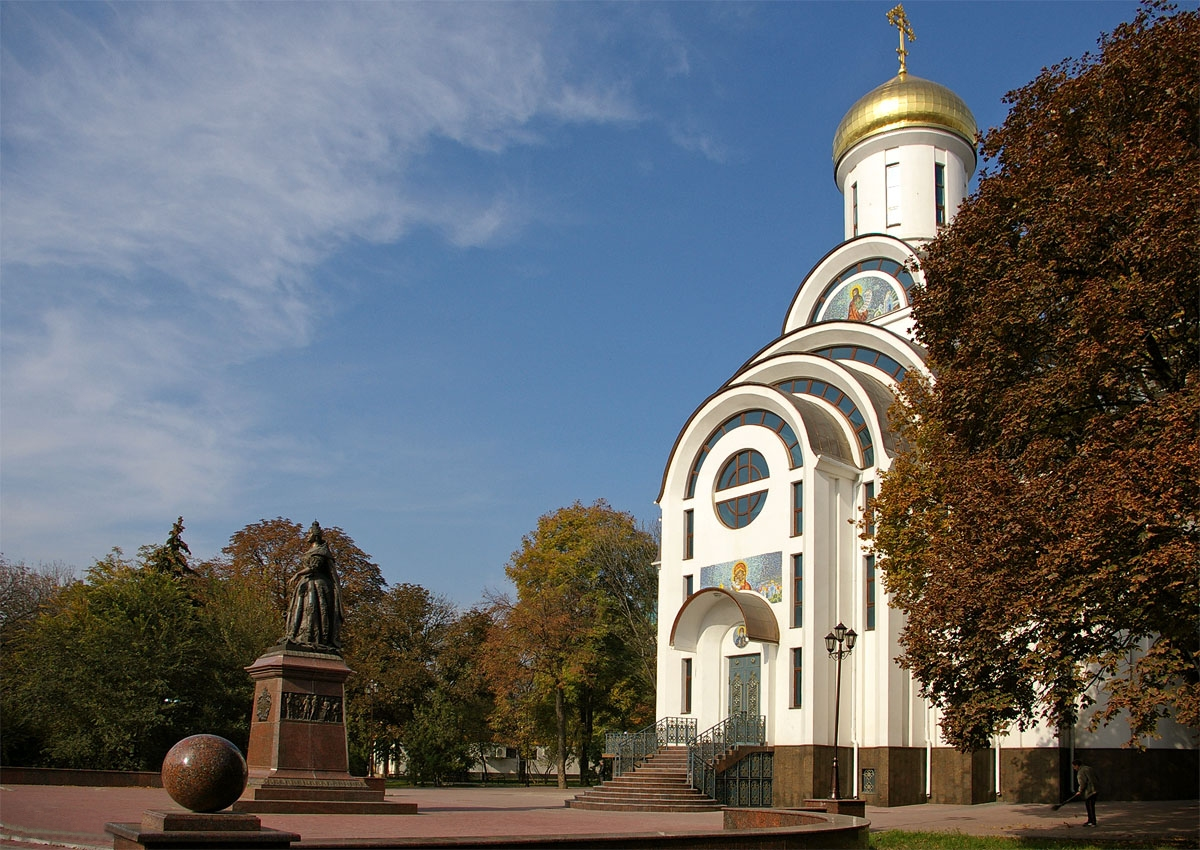
仲裁教会

ドン川やアゾフ海の水運と、ロシアからカフカースへと向かう交易路が交わる地理的な位置により、ロストフ・ナ・ドヌには急速な発展がもたらされた。ロストフ・ナ・ドヌには、ドン川を下ってきたロシア中央部の人々や、黒海・地中海からのイタリア人・ギリシア人・トルコ人商人らを乗せた客船や貨物船が集まり、繁華な港へと成長してゆき工業も始まるようになった。1850年には15,000人だった人口は、20世紀初頭には110,000人へと増加した。
1872年には北カフカース鉄道がロストフ・グラーヴヌィ駅に達し、カフカース方面への鉄道の拠点となった。

### ソ連時代以降
ロシア革命後のロシア内戦では、交通と産業の中枢であるロストフ・ナ・ドヌは白軍と赤軍が争奪する戦地となった。1928年にはロストフ州が成立し、19世紀以来コサックのドン軍県の行政中心地だったノヴォチェルカッスクからロストフ・ナ・ドヌに中心が移った。同年、ロストフ・ナ・ドヌは、ノル・ナヒチェヴァン（ナヒチェヴァン・ナ・ドヌ）の街も併合した。2つの街の間に広がっていた麦畑は、現在はロストフ・ナ・ドヌの中央広場である劇場広場になっている。1929年には巨大な農作業機械工場ロストセルマシュ（Rostselmash）が完成し、同社は現在でもロシアのトラクター市場の半分以上のシェアを占め、世界的にも大きな存在感を持つ。一方で、ソビエト連邦時代の宗教抑圧政策により、1908年完成のアレクサンドル・ネフスキー聖堂と1807年完成のナヒチェヴァン・聖ゲオルグ聖堂の2つのランドマークが解体されてしまった。
さらに、第二次世界大戦（独ソ戦）でロストフ・ナ・ドヌの街全体も廃墟と化した。1941年秋にはドイツ国防軍がロストフを占領し、死守する赤軍との戦闘は7日間続いた。ロストフ・ナ・ドヌは鉄道路線の中枢であり、鉄道と水運の連絡点であり、金属や石油が豊富なカフカースへの玄関でもあるためドイツ軍にとっては非常に重要であった。しかしこの時の攻撃ではドイツ軍は撃退された（ロストフの戦い）。1942年夏にはドイツ軍は再度ロストフ・ナ・ドヌを攻め、赤軍を撤退させた。この時の占領は7カ月続いた。戦後の再建には10年以上の年月が必要であった。
ヴォルガ・ドン運河が1952年に建設されるとロストフ・ナ・ドヌは黒海、アゾフ海、カスピ海、白海、バルト海の五つの海とつながるようになった。
ソビエト連邦の崩壊後は経済が低迷したが、その後の回復でロストフ・ナ・ドヌも復活しつつある。石油や鉱物資源の豊富な後背地を抱え、技術力も有するこの街は新たな工業や商業の中心になりつつある。
2023年6月24日にはウクライナ軍事侵攻をめぐってウラジーミル・プーチン大統領との対立が決定的となった民間軍事会社・ワグネル創始者のエフゲニー・プリゴジンがロシア軍より攻撃を受けたとして武装蜂起を行いロストフ・ナ・ドヌを占領、軍事施設などを掌握したと主張した。

## 文化
ソ連時代に多くの聖堂が解体されたが、コンスタンチン・トン設計の生神女福音大聖堂（1860年-1887年建設）は現存し、街のシンボルともなっている。
ロストフには南部連邦大学、ドン国立工科大学、鉄道技術者大学、ロストフ国立農協機械大学など多数の大学が集積している。また40か所以上の大きな図書館も抱える。マクシム・ゴーリキー記念ドラマ劇場や青少年劇場、美術館や博物館も抱えている。
ロストフ・ナ・ドヌの文化の伝統も豊かであり、美術家、音楽家、小説家、科学者らがここで生まれたり教育を受けたりした。アントン・チェーホフ、ミハイル・ショーロホフ、ゲオルギー・フリョロフらゆかりの人物も多い。

### スポーツ
ロシアサッカー・プレミアリーグに所属するFCロストフの本拠地ロストフ・アリーナがある｡
2018 FIFAワールドカップの開催都市のひとつとなり、ロシアサッカー・プレミアリーグに所属するFCロストフの本拠地ロストフ・アリーナが会場として使用された。7月2日に行われた決勝トーナメント1回戦のベルギー対日本戦でのサッカー日本代表の敗戦は、日本語のスポーツメディアにより当地の名をとって「ロストフの悲劇」又は「ロストフの14秒」として言及されることがある。

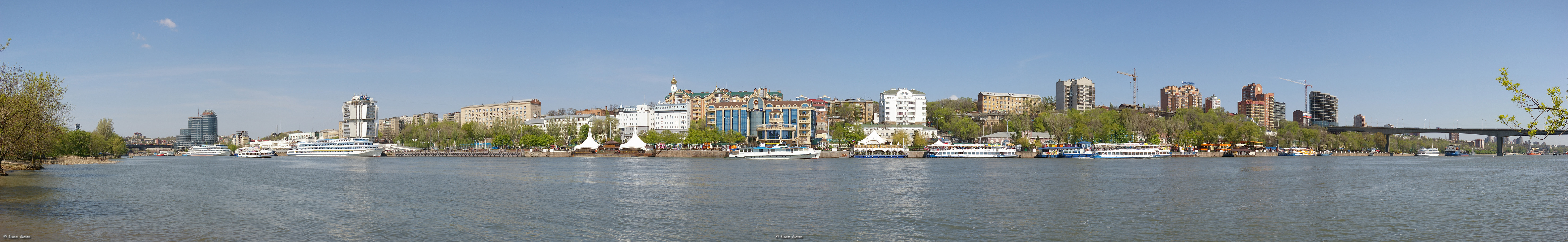
ロストフ・ナ・ドヌ

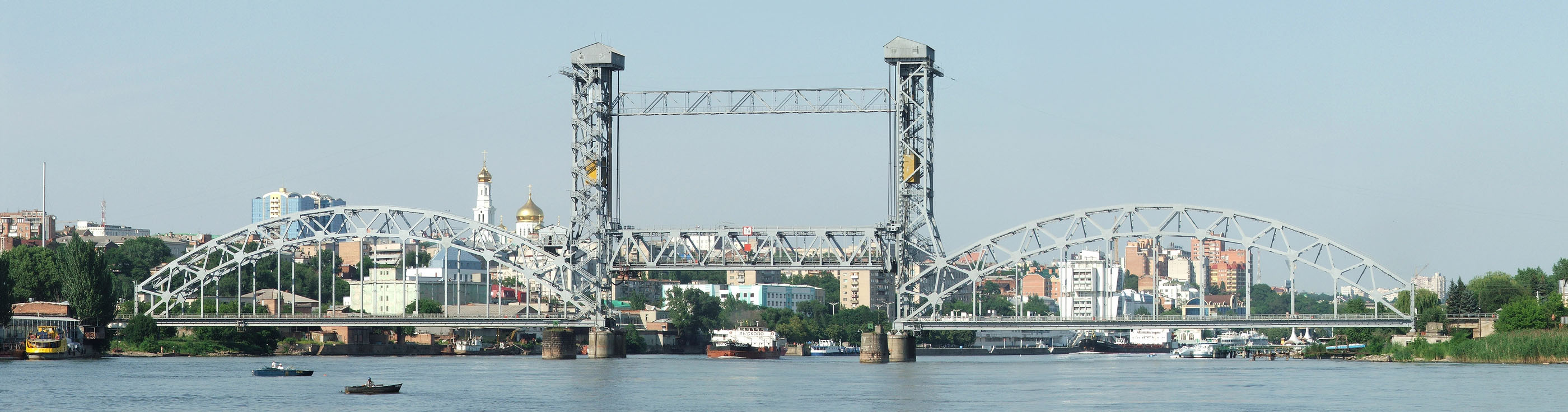
ロストフ・ナ・ドヌ

## 交通
- ロシア鉄道
  - ロストフ・グラーヴヌィ駅
- ロストフ・ナ・ドヌ市電
- ロストフ地下鉄（計画中）
- プラトフ国際空港

## 軍艦
- ロストフ・ナ・ドヌー (潜水艦) - 2024年、ウクライナ軍の攻撃によって完全に破壊された[9]。

## 墓地
ロストフオンドンの自治体によって埋葬のために割り当てられた土地の総面積は457ヘクタール以上である。ロストフオンドンには、ブラーツク、ユダヤ人タタール人、モハメダン、北部、プロレタリア人（アルメニア人）、アレクサンドロフスコエ、ニジュネグニロフスコエ、ヴェルクネグニロフスコエ、レベンツォフスコエの9つの墓地がある。
北部を除いて、すべてが1970年代まで活動していたが、その後は新しい埋葬のために閉鎖された。市政の計画には、20年または30年後のそれらのいくつかのその後の清算が含まれていた。
20世紀の終わりに、ロストフオンドンで唯一アクティブなネクロポリスは、総面積が約400ヘクタールの北部墓地であった。その大きさのために、北の墓地はギネスブックにも登録された。現在、教会の墓地はヨーロッパで最大と見なされている。

## 姉妹都市
- グラスゴー、イギリス
- プレヴェン、ブルガリア
- ドルトムント、ドイツ
- ゲーラ、ドイツ
- トロント、カナダ
- ル・マン、フランス
- モービル、アメリカ合衆国
- ヴォロス、ギリシャ
- カヤーニ、フィンランド
- アンタルヤ、トルコ
- 清州市、大韓民国
- エレバン、アルメニア
- ホメリ、ベラルーシ
- オデッサ、ウクライナ
- ルハーンシク、ウクライナ
- ドネツィク、ウクライナ